# Tuscaloosa Seamount
Der Tuscaloosa Seamount ist ein unterseeischer Berg im Hawaii-Archipel. Er befindet sich etwa 100 km nordöstlich der Insel Oʻahu.
Im Gegensatz zur überwiegenden Mehrheit der Tiefseeberge ist der Tuscaloosa Seamount kein submariner Vulkan. Es handelt sich vielmehr um einen riesigen Gesteinsblock, der vor etwa zwei Millionen Jahren beim Nuʻuanu-Bergsturz (Nuʻuanu Giant Submarine Landslide) von Oʻahu abbrach, als der Vulkan Koʻolau kollabierte.
Der Tuscaloosa Seamount ist 30 km lang und 17 km breit. Sein flacher Gipfel erhebt sich 1,8 km über den Meeresboden, liegt aber 2765 m unter dem Meeresspiegel.